# Liste der Bischöfe von Asti
Die folgenden Personen waren gewesen oder sind Bischof des Bistums Asti (Italien):
- Sant’ Evasio 330–358
- 398 P…
- (Ist nicht bekannt) Eusebius I.
- (Ist nicht bekannt) Anastasio
- 451 Pastrone I.
- 465 Maiorano
- 491 Landolfo I.
- 533 Eusebius II.
- 590 Heiliger Secondo
- 650 Pastore II.
- 679 Benenato
- 774 Evasino
- 800 Heiliger Bernulfo
- (Ist nicht bekannt) Eilulfo I.
- 862 Staurace I.
- 864 Egidolfo
- 876 Ildoino
- 881 Giuseppe
- 892 Staurace II.
- 901 Eilulfo II.
- 904 Audace
- Ottone I. oder Ottone II.
- 937 Bruningo
- 966 Rozone
- 992 Pietro I.
- 1008 Alrico (Arduine)
- 1037 Oberto
- 1040 Pietro II.
- 1044 Guglielmo I.
- 1050 Pietro II.
- 1054 Girelmo
- 1066 Ingone
- 1080 Ottone III.
- 1130 Landolfo II. di Vergiate
- 1133 Ottone IV.
- 1143 Nazario I.
- 1148 Anselmo
- 1173 Guglielmo II.
- 1192 Nazario II.
- 1198 Bonifacio I.
- 1210 Guidetto oder Guidotto
- 1219 Giacomo
- 1237 Oberto II. Catena
- 1245 Bonifacio II. Radicati
- 1260 Corrado Radicati
- 1283 Oberto III.
- 1295 Beato Guido II. Valperga
- 1327 Arnaldo De Rosette
- 1348 Baldracco Malabaila
- 1354 Giovanni Malabaila
- 1376 Francesco Morozzo I.
- 1381 Francesco II. Galli
- 1409 Alberto Guttuario
- 1439 Bernardo Landriani
- 1446 Filippo Bandone Roero
- 1470 Scipione Damiano
- 1473 Vasino Malabaila
- 1476 Pietro Damiano
- 1496 Raffaele dei marchesi
- 1499 Antonio Trivulzio
- 1508 Alberto Roero
- 1518 Vasino II. Malabaila
- 1525 Ferdinando Serone
- 1525–1528 Fernando de Gerona (Serone), OSA (auch Bischof von Venosa)
- 1528 Ambrogio Talenti
- 1528 Agostino Kardinal Trivulzio (Administrator)
- 1529 Sipione Roero
- 1548 Bernardino Della Croce
- 1549 Gaspare Capris
- 1568 Domenico Della Rovere
- 1587 Francesco Panigarola
- 1595 Cesare Benzo
- 1597–1618 Giovanni Stefano Aiazza
- 1618–1621 Isidoro Pentorio
- 1624–1648 Ottavio Broglia
- 1655–1665 Paolo Vincenzo Roero
- 1666–1693 Marc’Antonio Tomatis
- 1693–1714 Innocenzo Migliavacca
- 1727–1739 Giovanni Tosone
- 1741–1757 Giuseppe Filippo Felissano
- 1757–1761 Giovanni Filippo Antonio Sanmartino
- 1762–1786 Paolo Maurizio Caissotti
- 1788–1809 Pietro Giuseppe Arboreo Gattinara d’Albano
- 1809 Andrea De-jean
- 1818–1829 Antonino Graf Faà di Bruno
- 1832–1840 Michele Amatore Lobetti
- 1840–1859 Filippo Artico
- 1867–1881 Carlo Savio
- 1881–1898 Giuseppe Ronco
- 1899–1908 Giacinto Arcangeli
- 1909–1932 Luigi Spandre
- 1932–1952 Umberto Rossi
- 1952–1971 Giacomo Cannonero
- 1971–1980 Nicola Cavanna
- 1980–1989 Franco Sibilla
- 1989–1999 Severino Poletto
- 2000–2018 Francesco Guido Ravinale
- seit 2018 Marco Prastaro